# اس‌ام یو-۱۵ (اتریش-مجارستان)
اس‌ام یو-۱۵ (اتریش-مجارستان) (به انگلیسی: SM U-15 (Austria-Hungary)) یک زیردریایی است که طول آن ۹۲ فوت ۲ اینچ (۲۸٫۰۹ متر) می‌باشد. این زیردریایی در سال ۱۹۱۵ ساخته شد.